# Клостерман, Карел
Карел Клостерман (чеш. Karel Klostermann; 13 февраля 1848, Хаг-на-Хаусруке — 17 июля 1923, Штекень) — чешский беллетрист.
Родился в семье врача. Изучал медицину, но затем преподавал немецкий и французский языки в реальном училище Пльзени. Романы Клостермана посвящены большей частью описанию жизни в Шумавском округе: V ráji šumavském (1893), Ze světa lesních samot (1894), V srdci šumavských hvozdů (1896), «Skláři» (1897), Domek v Polední ulici (1898), Hostinný dům (1898). Роман Za štěstím (1895) описывает жизнь венских чехов.
Клостерман был дважды женат, умер от эмфиземы лёгких.